# Heteromormyrus pauciradiatus
Heteromormyrus pauciradiatus es una especie de pez elefante en la familia Mormyridae, es la única que pertenece al género Heteromormyrus. 
Se le considera pez elefante debido a una característica física distintiva: una prolongación en la parte frontal de la cabeza que se asemeja a una trompa de elefante. Esta "trompa" no es una verdadera trompa, sino una extensión de la boca o del hocico, que el pez utiliza para buscar alimento en el fondo del río o entre el sedimento. 
Además, los peces elefante son conocidos por tener un sistema eléctrico débil que utilizan para navegar, comunicarse y localizar objetos, ya que viven en aguas turbias donde la visión es limitada. 
Esta especie puede ser encontrada en las riveras de los ríos presentes en Angola, África, alcanzando un tamaño aproximado de 10 cm.

## Estado de conservación
Respecto al estado de conservación, se puede indicar que de acuerdo a la IUCN, esta especie puede catalogarse en la categoría «Datos insuficientes (DD)».